# Браун, Николас Эдвард
Николас Эдвард Браун (англ. Nicholas Edward Brown; 11 июля 1849, Редхилл — 25 ноября 1934, Лондон) — английский ботаник, систематик.

## Биография
Начал свою работу в 1873 году как помощник по гербарию Королевских ботанических садов Кью. В 1901 году Николас Эдвард Браун опубликовал научную работу «Флора тропической Африки» («Flora of Tropical Africa»). Стал помощником куратора в 1909 году и занимал эту должность вплоть до своей отставки в 1914 году.
Умер в Лондоне в 1934 году.

## Научная деятельность
Специализировался на водорослях и семенных растениях. Является автором важных научных работ по таксономии, в том числе по таксономии суккулентов. Также изучал некоторые семейства растений, в том числе Аизовые, Ластовневые и Яснотковые.
Его рисунки суккулентов сделаны в связи с работой по пересмотру им в 1931 году рода Мезембриантемум и сопровождаются подробными аннотациями.

## Научные работы
- Flora of Tropical Africa, 1901.
- Публикации научных работ в Kew Bull[2].
- Публикации научных работ в Flora Capensis[2].